# Donovan Smith
Donovan Cole Smith (geboren am 23. Juni 1993 in Hempstead, New York) ist ein US-amerikanischer American-Football-Spieler auf der Position des Offensive Tackles. Zuletzt spielte Smith für die Kansas City Chiefs in der National Football League (NFL) und gewann mit ihnen Super Bowl LVIII. Vorher spielte er College Football für die Pennsylvania State University und stand von 2015 bis 2022 bei den Tampa Bay Buccaneers in der NFL unter Vertrag, mit denen er den Super Bowl LV gewann.

## College
Smith wurde in Hempstead, New York, geboren und besuchte die Highschool in Owings Mills, Maryland. Er spielte als Offensive und als Defensive Lineman, dabei ließ er in seinen letzten beiden Highschooljahren keinen Sack zu. Smith nahm am U.S. Army All-American Bowl 2011 teil. Ab 2011 ging er auf die Pennsylvania State University, um für die Penn State Nittany Lions College Football zu spielen. Nach einem Redshirt-Jahr war Smith drei Jahre lang Stammspieler auf der Position des Left Tackles für die Nittany Lions. Er bestritt 31 Spiele für Penn State, 2014 fehlte er in zwei Partien verletzungsbedingt. Nach der Saison 2014 gab er bekannt, dass er sich für den NFL Draft anmelden würde. Zuvor hatte er seinen Abschluss in Kriminologie gemacht.

## NFL
Im NFL Draft 2015 wurde Smith in der zweiten Runde an 34. Stelle von den Tampa Bay Buccaneers ausgewählt. In Tampa war Smith von Beginn an als linker Tackle Stammspieler und verpasste in seinen ersten vier Spielzeiten keine Partie. Im März 2019 verlängerten die Buccaneers den Vertrag mit Smith für 41,25 Millionen Dollar, davon 27 Millionen garantiert, um drei Jahre. In der Saison 2020 gewann er mit den Buccaneers den Super Bowl LV durch einen 31:9-Sieg über die Kansas City Chiefs. Im März 2021 unterschrieb Smith für 31,8 Millionen Dollar eine Vertragsverlängerung um zwei Jahre. Am 7. März 2023 entließen die Buccaneers Smith, der in acht Jahren 124 Spiele als Starter bestritten hatte.
Zwei Monate später unterschrieb er einen Einjahresvertrag über 4 Millionen Dollar bei den Kansas City Chiefs. Dort war Smith Stammspieler. Er verpasste fünf Spiele zum Ende der Regular Season verletzungsbedingt, konnte aber in den Play-offs wieder spielen und erreichte mit seinem Team den Super Bowl LVIII, den man mit 25:22 nach Overtime gegen die San Francisco 49ers gewann.